# Batcave
O Batcave foi um clube noturno semanal em Londres, Inglaterra, na 69 Dean Street, Soho, no centro de Londres. É considerado como o berço da subcultura gótica inglesa do sul da Inglaterra, que já havia sido estabelecida no norte, particularmente em Leeds, Manchester e em Belfast.
Emprestou o termo "batcaver" usado para descrever os fãs de rock gótico e dark wave. O termo Batcave também é usado pelos europeus para se referirem a música gótica com um som proeminente pós-punk com atmosferas sombrias.

## História
O Batcave original funcionou por cinco meses todas as quartas-feiras a partir de 21 de julho de 1982 no Gargoyle Club em Soho, saindo quando os andares superiores foram vendidos em dezembro. Originalmente especializado em new wave e glam rock, mais tarde se concentrou no rock gótico. Olli Wisdom, o vocalista da banda Specimen, comandou a noite com o guitarrista do Specimen, Jon Klein, como diretor de arte, e inicialmente com a assistência do gerente de produção Hugh Jones
Frequentadores da casa incluiam-se músicos e bandas como Bauhaus, Robert Smith, Siouxsie Sioux, Steve Severin, Foetus, Marc Almond, Nick Cave e Vinnie Jones.